# Dicke Titten
«Dicke Titten» (укр. «Великі груди») — пісня німецького рок-гурту Rammstein.  Була випущена 27 травня 2022 року як третій сингл з альбому Zeit, прем'єра музичного відео відбулася того ж дня. 7-дюймова вінілова платівка разом із CD-синглом була випущена 8 липня 2022 року.

## Фон
На початку травня німецьке інтернет-видання опублікувало статтю з посиланням на мексиканський фан-сайт Rammexicanos про те, що твір Dicke Tits, ймовірно, отримає відео як четверту пісню альбому Zeit. На доказ в статтю було включено фото, на якому зображені шість музикантів в альпійських костюмах і шість жінок в дирндлях[що?]. Сам гурт на той час все ще тримався стримано та оголосив на своїх каналах у соціальних мережах лише 23 травня 2022 року, за два дні до цього, що прем'єра відео відбудеться 25 травня 2022 року о 18:00.
Реліз у форматах CD та вінілу відбувся 8 та 15 липня 2022 року відповідно. Другий твір є версією пісні в інтерпретації LaBrassBanda.
Відео було знято у вересні 2021 року в Ельмау з Йоерном Хайтманном як режисером.

## Музика та текст
Американський онлайн-журнал Loudwire підсумовує музику таким чином, що пісня починається з живої мелодії духової групи, перш ніж можна буде почути індустріальну музику, типову для Rammstein (Вступ до оригінального «Dicke Titten» […] містить оптимістичну мелодію, яку грає секція валторни, перш ніж вона вибухне в індустріальний хаос, який ми всі знаємо […] Rammstein для.).
Вистава розповідає про самотнього чоловіка, який тужить за партнеркою. Єдина відповідна характеристика, яка йому потрібна, — великі груди. Латунні секції твору були записані членами Sächsische Staatskapelle Dresden.

## Музичне відео
На початку відео показано, як члени переїжджають з коровою з гірського села під назвою «Rammstein». Як старий чоловік з довгою сивою бородою та молочними очима, співак Тілль Ліндеманн грає головного героя, який тужить за жінкою. Проміжні сцени показують, серед іншого, музикантів і переважно жінок-акторів другого плану, які пиляють дрова, місять хліб, товчуть масло, танцюють Шухплаттлер і п'ють шнапс.
На Laut.de візуальний стиль описується як «сільська атмосфера Heimatfilm». З візуальною мовою смуга не перетинає лінію NSFW, згідно з Loudwire.

## Рецепція
Американський онлайн-журнал Loudwire дав позитивну рецензію на пісню, зробивши такі коментарі: «Вступ до оригінальної „Big Tits“ […] містить оптимістичну мелодію, яку грає рупорна секція, перш ніж вона вибухне в індустріальний хаос, який ми всі знаємо […] Rammstein для». У рецензії на Zeit Фердинанд Мейєн з Bayerischer Rundfunk написав, що пісня з "її яскравим приспівом, виконаним мідним музичним ритмом «Lebt denn der alte Holzmichl noch», є «родзинкою платівки»

## Трек-лист
| #  | Назва                                 | Тривалість |
| -- | ------------------------------------- | ---------- |
| 1. | «Dicke Titten»                        | 3:38       |
| 2. | «Dicke Titten» (LaBrassBanda Version) | 3:15       |